# 搭模斯月
| 犹太历史上金牛犊事件发生于搭模斯月 |                                  |
| 月份                               | 4月（犹太教历） 10月（犹太国历） |
| 天数                               | 29                               |
| 季节                               | 夏季                             |
| 对应公历                           | 6－7月                           |

搭模斯月（希伯来语：תמוז, 现代  提比里亚 ），又作塔慕次月、塔姆兹月，是犹太教历的四月、犹太国历的十月，共有29天，相当于公历6、7月间。
该月的名称来自巴比伦历法，最初是以巴比伦神祇搭模斯（Tammuz）的名字命名的。

## 节日
- 17日：搭模斯月十七日（禁食日）